# 冠岳 (萨哈林州)
冠岳（日语：／），俄称罗蒙諾索夫火山群（俄語：Группа Ломоносова），位於千島群島的幌筵島南部的火山群，是千仓连山的一部分，處於大硫黄山以南，赤岳以北，海拔高度1,681米，山體在全新世時期形成。它以俄国科学家和学者米哈伊尔·瓦西里耶维奇·罗蒙诺索夫命名。